# Fortaleza Azul
Azul (em armênio: Կապույտ; romaniz.: Kapuyt) era uma fortaleza do cantão de Arsarúnia, na província de Airarate. Era importante para os arsácidas armênios. Com a queda dos arsácidas em 428, um exército sassânida foi colocado nessa fortaleza. Em 450, as tropas armênias sob Vardanes II Mamicônio libertaram-na dos persas e faziram-na uma fortaleza rebelde. No tempo da dominação árabe, pertencia a família Bagratúnio. Estêvão de Taraunitis afirma que na derrota árabe em 914 na Batalha do Pescador, Simbácio I (r. 890–914) reforça-a. Ela e Artogerassa pertenciam ao mesmo complexo defensivo que o geógrafo Vartã identificou como esse forte; Azul não é registrada nas fontes escritas. A. Zalalyants identificou-a com um muro preservado próximo a ruínas de uma fortaleza e uma torre perto da aldeia de Hirete. Haykuni identificou-a como as ruínas do castelo na costa rochosa do rio Capute na mesma província.